# Anke Erlank
Anke Erlank (Ciudad del Cabo, 28 de julio de 1977) es una deportista sudafricana que compitió en triatlón. Ganó una medalla de oro en el Campeonato Mundial de Xterra Triatlón de 2001, y una medalla de plata en el Campeonato Europeo de Xterra Triatlón de 2004.

## Palmarés internacional
| Campeonato Mundial | Campeonato Mundial                | Campeonato Mundial | Campeonato Mundial |
| Año                | Lugar                             | Medalla            | Prueba             |
| ------------------ | --------------------------------- | ------------------ | ------------------ |
| 2001               | Maui (Estados Unidos)             | Medalla de oro     | Individual         |
| Campeonato Europeo |                                   |                    |                    |
| Año                | Lugar                             | Medalla            | Prueba             |
| 2004               | Hluboká nad Vltavou ( Rep. Checa) | Medalla de plata   | Individual         |